# Sage Kotsenburg
Sage Kotsenburg (* 27. Juli 1993 in Coeur d’Alene, Idaho) ist ein ehemaliger US-amerikanischer Snowboarder.

## Werdegang
Kotsenburg gab sein internationales Debüt bei FIS-Snowboard-Wettbewerben im Dezember 2006 in den Disziplinen Halfpipe und ab Januar 2008 auch im Slopestyle. Seit 2006 nimmt er ebenfalls an Wettbewerben der TTR World Snowboard Tour teil. Dabei stand er bei der Chevrolet Revolution Tour in Sno Mountain, Pennsylvania als Zweiter im Slopestyle erstmals auf dem Podest. Ab Dezember 2008 startete Kotsenburg im FIS-Nor-Am Cup. In der Saison 2009/10 belegte er den ersten Gesamtrang bei der Winter Dew Tour.  Bei den Winter-X-Games Europe 2010 in Tignes gewann er Silber im Slopestyle. Zwei Jahre später wiederholte er diesen Erfolg bei den Winter-X-Games 2012 in Aspen. Zuvor konnte er bei den Winter-X-Games 2011 in Aspen Bronze im Big-Air-Wettbewerb gewinnen. Im Februar 2011 belegte er bei der The Oakley Arctic Challenge in Oslo den dritten Platz im Slopestyle. Bei den Snowboard-Weltmeisterschaften 2012 in Oslo errang er den 17. Platz im Slopestyle. Beim anschließenden U.S. Snowboarding Grand Prix in Mammoth kam er auf den zweiten Platz im Slopestyle.
Im Dezember 2012 errang Kotsenburg bei den Dew Tour - Mountain Championships in Breckenridge den zweiten Platz im Big Air Wettbewerb. Sein Debüt im Snowboard-Weltcup gab Kotsenburg im Januar 2013 in Copper Mountain. Nachdem er in der Qualifikation für den Slopestyle-Wettbewerb noch Fünfter war, beendete er das Rennen auf Rang 17. Bei den Snowboard-Weltmeisterschaften 2013 in Stoneham landete er in der Slopestyle-Qualifikation auf Rang drei und ging damit als einer der Medaillenfavoriten ins Rennen, was er jedoch nur auf Rang 20 beenden konnte.
Zu Beginn der Saison 2013/14 erreichte Kotsenburg im Big Air den dritten Platz beim freestyle.ch in Zürich und den zweiten Platz beim Air & Style in Peking. Bei den Weltcups in Špindlerův Mlýn im März und Copper Mountain im Dezember 2013 gewann er jeweils die Qualifikation, verpasste aber in den Wettbewerben die Podestränge teils deutlich. Bei den Olympischen Winterspielen 2014 im russischen Sotschi, für die er sich über die Weltcup-Gesamtwertung qualifiziert hatte, gewann Kotsenburg am 8. Februar den erstmals ausgetragenen Wettbewerb im Slopestyle und wurde damit zum ersten Olympiasieger in dieser Disziplin. Die Saison beendete er bei der World Snowboard Tour auf dem dritten Platz in der Big Air Gesamtwertung. Bei den Winter-X-Games 2015 belegte er den siebten Platz im Big Air und den fünften Rang im Slopestyle. Im folgenden Jahr wurde er bei den Winter-X-Games Zehnter im Slopestyle.